# 로봇 드림
"로봇 드림"(영어: Robot Dreams)은 2023년 개봉한 스페인, 프랑스의 희비극 애니메이션 영화이다. 파블로 베르게르가 감독과 각본을 맡았다. 대화가 없는 영화이다. 2023년 유럽 영화상 장편 애니메이션상 수상작이다. 제96회(2024년) 아카데미상 장편 애니메이션상 후보작이다.

## 기타
- 수입 , 배급 :  영화사 진진
- 감독이 스페인 사람이기 때문인지 극중 초반에 도그가 들고 있는 가방에 1982 FIFA 월드컵 스페인 마스코트 '나란지토'가 그려져있는 이스터 에그를 볼 수 있다. 후반에 도그가 만난 '덕'이 이사를 가는 장소 또한 바르셀로나.